# 7636 Comba
7636 Comba è un asteroide della fascia principale. Scoperto nel 1984, presenta un'orbita caratterizzata da un semiasse maggiore pari a 2,6007178 UA e da un'eccentricità di 0,0818269, inclinata di 9,85021° rispetto all'eclittica.